# Rue Thomassin (Lyon)
Pour les articles homonymes, voir Rue Thomassin.
La rue Thomassin est une voie publique du 2e arrondissement de la ville de Lyon, en France.

## Description

### Généralités
La rue Thomassin est une voie publique située dans le 2e arrondissement de la ville de Lyon. Elle débute rue de la Monnaie, traverse d'ouest en est l'îlot Argue-de Tournes-Thomassin et le quartier Grolée, et se termine quai Jules-Courmont. Elle est piétonnière de la rue de la Monnaie jusqu'à la rue de Brest, et comporte une voie de circulation goudronnée, à sens unique, avec à certains endroits une rangée de stationnement en ligne, de la rue de Brest au quai Jules-Courmont. L'alignement de la rue n'a jamais été terminé; au niveau de rue des Quatre-Chapeaux, ainsi qu'aux numéros 29 et 31 de la rue, des maisons plus anciennes viennent en saillie et accentuent l'étroitesse de la rue.
D'un point de vue architectural, on peut diviser la rue en plusieurs parties. Les bâtiments à l'ouest de la rue de la République sont plus anciens, aux facades sans décoration, ne dépassant pas les cinq ou six étages, et datent, pour certains, du milieu du XVIIe siècle. À l'est de la rue de la République, en allant en direction du quai Jules-Courmont, les constructions sont beaucoup plus imposantes.

### Voies adjacentes
Outre ses rues tenantes et aboutissantes, elle est rejointe ou traversée respectivement, d'ouest en est, par les voies suivantes :
- nos ? : rue Mercière
- nos 5 : rue de Brest
- nos 10 : rue du Président-Édouard-Herriot
- no 16 : petit passage de l'Argue
- no 13-19 : rue Quatre-Chapeaux
- no 23 : rue du Palais-Grillet
- no 25 : rue de la République
- no 33 : rue du Président-Carnot
- no 36 : rue Grolée

### Accès
Ce site est desservi par la station de métro Cordeliers.

### Sites particuliers

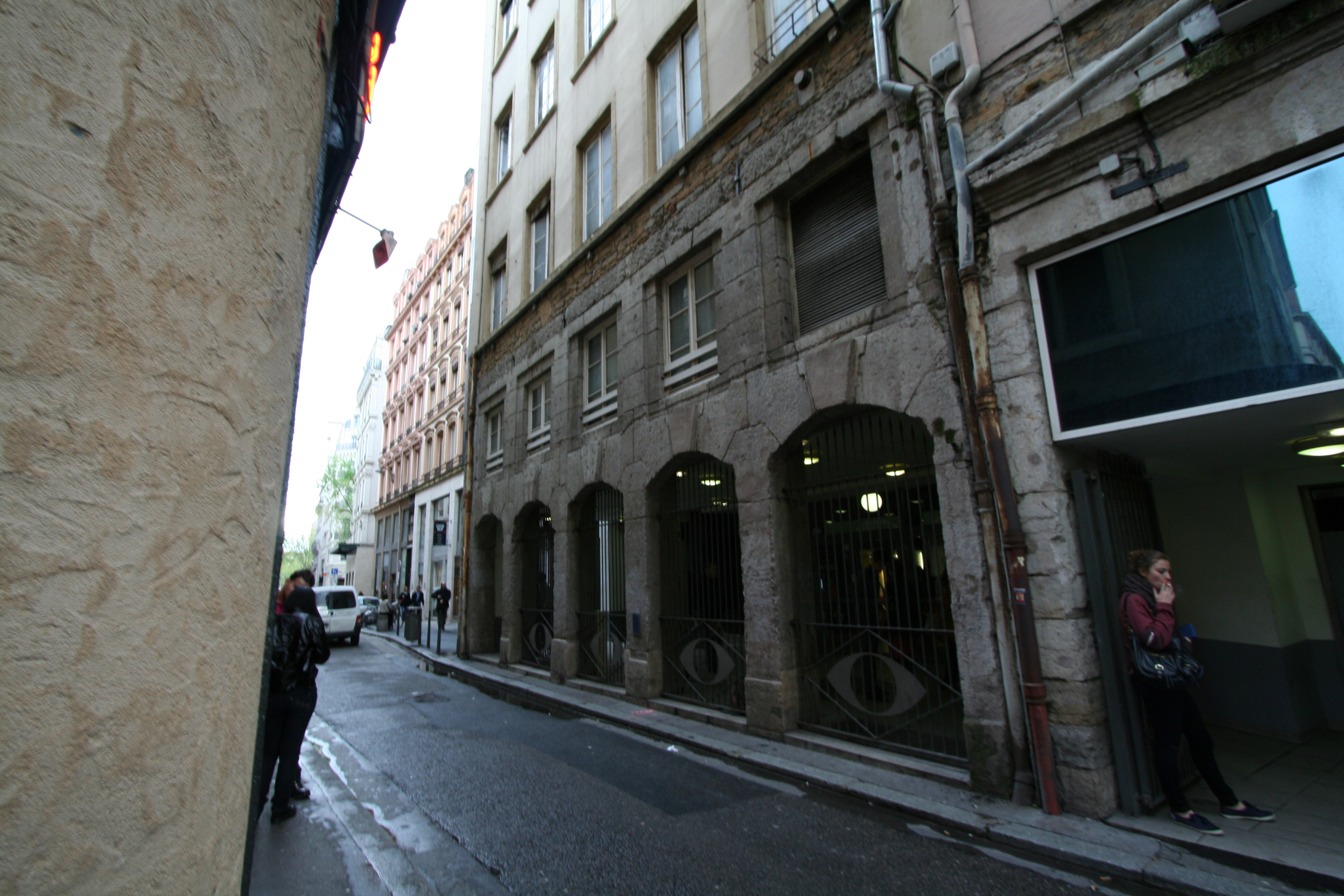
La rue Thomassin au niveau du cinéma Pathé Cordeliers.

Plusieurs des bâtiments sont répertoriés dans les dossiers électroniques de l'Inventaire général du Patrimoine Culturel de Rhône-Alpes. Aucun de ces bâtiments n'est classé aux Monuments historiques. Cependant, l'arrondissement fait partie intégrante, dans son ensemble, du site classé au patrimoine mondial de l'UNESCO en 1998.
- no 14 : Immeuble de quatre étages datant de la fin du XVIIe siècle ou du début du XVIIIe siècle[2]. Il figure sur le plan le plan de Lyon de François-Régis Cottin et Francisque Loizy, dit plan Cottin-Loisy, qui date de 1750, et sur le cadastre napoléonien de 1831[2].
- no 16 : Immeuble datant de la fin du XVIIe siècle ou du début du XVIIIe siècle[3]. Il figure sur le plan Cottin-Loisy de 1750 et le cadastre napoléonien de 1831[2]. L'immeuble s'élève au-dessus du Petit passage de l'Argue, dont l'entrée est encadrée de deux colonnes, et couvre la partie nord du passage[2].
- no 18 : Immeuble[4].
- no 20 : Cinéma Pathé Cordeliers, anciennement cabaret Théâtre Scala-Bouffes, puis cinéma Le Scala, puis les 8 Nefs[5].
- no 22 : Immeuble de quatre étages construit en 1875 selon le nouveau tracé d'alignement fixé par l'arrêté préfectoral du 1er août 1870[6]. En 1939 ouvre la salle de cinéma « Le Paris », qui devient salle de cinéma pornographique de 1976 à 1989[6]. En 1989, le cinéma est rattaché au complexe de salles de cinéma Pathé Cordeliers adjacent[6].
- no 24 : Immeuble
- no 26 : Immeuble

En 1938, Marcel Michaud ouvre au numéro 23 la galerie « Folklore », et expose les artistes du groupe « Témoignage ».

## Histoire

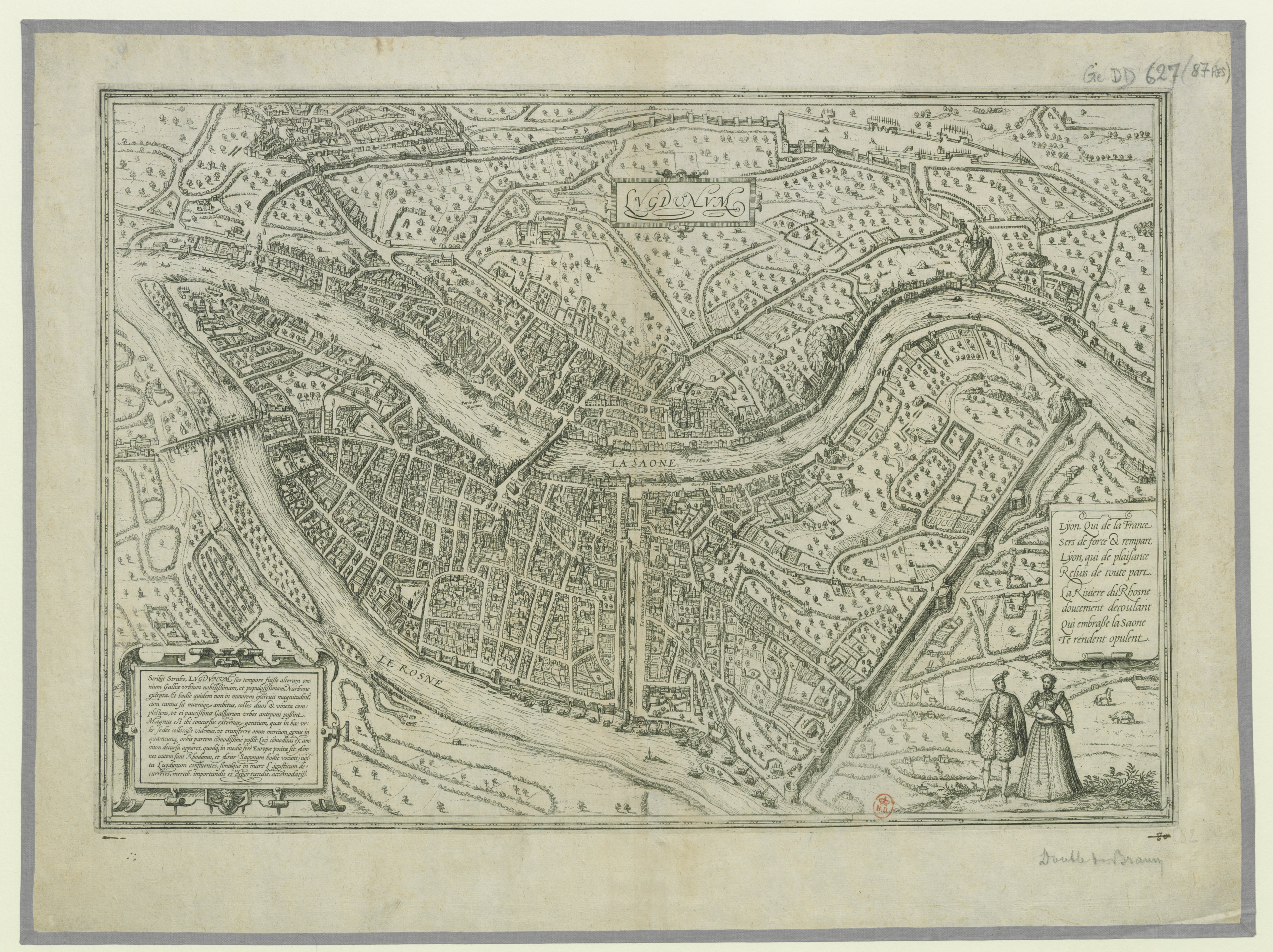
Plan de Lyon de 1572.

Claude Thomassin, seigneur de Montmartin et conservateur des privilèges des foires de Lyon, obtient l'autorisation de faire ouvrir la rue en 1499. Il baptise la rue du nom de la famille Thomassin, sur un terrain lui appartenant.
En 1515, le peintre Jean Perréal y possède une maison.
Lors du percement des rues Impériale (actuelle rue de la République) et de l'Impératrice (actuelle rue du Président-Herriot) dans les années 1850-1860, les rues adjacentes sont élargies et redressées. À l'ouest de la nouvelle rue de la République, les maisons côté sud de la rue Thomassin sont alors démolies, mais les immeubles entre les nos 14 à 20 ont toutefois été préservés,.
À l'est de la rue de la République, la rue reste étroite. Mais dans les années 1890, le quartier Grôlée fait l'objet d'un projet de réaménagement. La rue du Président-Carnot est percée et les rues traversées sont élargies et redressées. Lors de cet élargissement, la rue Thomassin absorbe la rue Tupin-Rompu qui reliait la rue Grolée au quai,.. Les nos 29-30 ont toutefois été conservés et rompent l'alignement de la rue.
La rue fut un lieu important de prostitution. Au début du XIXe siècle, le quartier situé entre Bellecour et Cordelier en est un important foyer; en 1810, Lyon compte 109 maisons closes, et le quartier entre Cordeliers et Bellecour, où se situe la rue Thomassin, est l'un des quartiers qui compte le plus de maisons closes. La rue Thomassin compte plusieurs établissements de ce type. Jusque dans les années 1970 et 1980, la prostitution y est présente. En 1970, le Baby Hôtel était un des centres de la prostitution. Elle a depuis largement quitté le quartier.
En 2016, la rue est transformée en zone de rencontre aux côtés de quatre autres du secteur.